# Zadar
Zadar (italijansko Zara; v antiki Iader) je pristaniško mesto na severozahodni obali Ravnih kotarjev v severni Dalmaciji s približno 67.000 prebivalci (2021); mestna občina 70.779, glavno mesto Zadrske županije, sedež druge največje in obenem najstarejše univerze na hrvaškem ozemlju ter rimskokatoliške nadškofije, ki ni vključena v nobeno metropolijo, ampak je formalno podrejena neposredno Rimu. Nadškofija ima tudi semenišče "Zmajević" in klasično gimnazijo.
Zadar leži na polotoku ob stari magistralni cesti Reka - Split in je pomembno tranzitno pristanišče. V mestu so pomembne stavbe iz beneškega obdobja, stolnica iz 13. stoletja, rimski forum, mestna vrata, ostanki mestnega obzidja iz zgodnjega srednjega veka itd.

## Geografija
Zadar se je razvil na ugodnem položaju v središču vzhodne obale Jadranskega morja, zaščiten z arhipelagom zadarskih otokov od vpliva odprtega morja, kar je bilo zelo pomembno v obdobju dominacije pomorskega prometa. Na kopnem ima v zaledju prostrano ravnico Ravnih Kotarov, ki mu omogoča neovirano prostorsko širjenje. Z masivom Velebita je zadrsko področje ostro razmejeno od Like in kontinentalnega dela Hrvaške, kar se je v zadnjem času nekoliko spremenilo z izgradnjo avtoceste in predora Sveti Rok.
Ko so v 20. stoletju prevladale ceste na račun morskih poti, je Zadar še naprej zadržal prometni pomen, saj je skozi mesto potekala jadranska magistralna cesta, mesto pa je povezano tudi z avtocesto A1 z moderno štiripasovnico Zadar zahod - avtocesta A1. Z odcepom železniške proge je od leta 1966 povezan s Kninom, kjer se priključi na glavno železniško progo Zagreb–Split. Mednarodna ladijska linija ga povezuje z italijanskim mestom Ancona. Letališče Zadar je v Zemuniku, 10 km vzhodno od mesta.

## Zgodovina mesta

### Od prazgodovine do rimske dobe
Širše zadrsko področje je bilo naseljeno že v pradavnini. Nahajališča te zgodnje kulture datirajo od starejše kamene dobe, iz dobe neolitika pa so z arheološkimi raziskovanju našli številna človeška naselja. Na obrobju današnjega Zadra so se taka naselja nahajala na področju Arbanasa in Puntamike. Pred naseljevanjem ilirskih plemen, so ta prostor naseljevala pradavna mediteranska ljudstva iz njihovega predindoevropskega jezika pa zelo verjetno izvira tudi ime naselja - Jader, Jadra ali Jadera, ki so ga potem prevzele tudi druge civilizacije. Ime naselja se nanaša na nek pradavni hidrografski pojem.
Ilirsko naselje je iz 9. stoletja pr. n. št., ki je bilo že v 7. in 6. stoletju pr. n. št. pomembno središče ilirskega plemena Liburni, katerim je bila zadrska luka izhodišče za številna trgovska potovanja in varen pristan. Jadasini kot stanovalci Idasse ali Jadere so prvič omenjeni leta 384. pr. n. št. na grškem napisu iz Farosa (današnji Stari Grad na Hvaru) kot zavezniki hvarskih staroselcev v boju proti grškim kolonistom. Grški geograf Skilaks Skarianderis opisuje Zadar z imenom Idassa, Jadar, prebivalce pa imenuje Jadasinini.
Sredi 2. stoletja pr. n. št. zadrsko področje postopno osvajajo Rimljani, ki se naselijo v Zadru. Kolonijo rimskih državljanov - Colonia Julia Jader - je v letu 48. pr. n. št. najverjetneje osnoval sam Julij Cezar. Zadar je postal samostojni municipij odsluženih rimskih vojakov, ki jim je bila poleg mesta dodeljena tudi zemlja za obdelovanje.
Jader je bil urejen po vseh pravilih rimskega urbanizma: pet vzdolžnih in večje število prečnih ulic je kazalo pravilno mrežo mestnih komunikacij, ki so delile mesto po strogem geometrijskem redu na pravokotne četrti - insule. Na zahodnem koncu mesta je bil grajen glavni trg - rimski forum, ob njem na nekoliko višjem delu pa kapitol s templjem. Kapitol je bil omejen z enonadstropno, forum pa z dvonadtropno verando. Na prostoru obrnjenem proti morju je bil gospodarski trg - emporij. Rimski Jader je bil zaščiten z močnim obzidjem, na več mestih ojačenim z monumentalnimi stolpi, imel je javni vodovod z vodo iz 40 km oddaljene Vrane, sistem kanalizacije, terme in druge elemente visoko razvitega urbanega življenja. Domnevno je bil na področju rimskega Zadra tudi rimski amfiteater, kot tudi rimsko gledališče.

### Zgodnji srednji vek
S preseljevanjem ljudstev in prodorom barbarov je prišlo do postopne stagnacije Zadra. V 5. stoletju, že pod oblastjo Vzhodnih Gotov, je mesto popolnoma propadlo, številne javne zgradbe pa so zaradi dotrajanosti postale ruševine. Zadar je v tem času (6. stoletje) skoraj gotovo doletel tudi močan potres v katerem so se porušili celi kompleksi monumentalne rimske arhitekture, katerih ostanke so kasneje uporabili kot gradbeni material. Med 4. in 6. stoletjem se v Zadru razvija tudi nova religija - krščanstvo; mesto dobi škofa (škofija naj bi bila ustanovljena že leta 380), gradi se novo versko središče severno od foruma z baziliko in krstilnico in drugi sakralni objekti. Po odhodu Vzhodnih Gotov s področja Dalmacije leta 537 in dokončnega propada Zahodnega Rimskega cesarstva, Zadar pade pod oblast Bizanca. Istočasno začnejo prodirati Avari in Slovani, ki so v zgodnjem 7. stoletju popolnoma porušili in opustošili Salono (rimsko mesto blizu Splita), tako da Zadar, kot edino mesto, ki se je uspelo obraniti pred napadi novih osvajalcev, prevzame vlogo novega upravnega središča Bizantinske province Dalmacije. Vlogo glavnega mesta Dalmacije je zadržal do leta 1918.
V začetku 9. stoletja se je v Zadru odvijala živahna diplomatska aktivnost škofa Donata in mestnega kneza Pavla v sporu med Frankovsko državo Karla Velikega in Bizantinskega cesarstva. Franki so za kratek čas osvojili Zadar, a je bil z mirom iz Aachna leta 812 vrnjen Bizancu. Zadar se je v celoti obrnil k morju, pomorstvu in trgovini in zahvaljujoč novemu strateškemu položaju postal gospodar prostora od kvarnerskih otokov do Kaštelanskega zaliva. Bizantinska Dalmacija ni bila teritorialno enotna, temveč skupek mestnih občin na čelu z Zadrom, široka mestna avtonomija pa je doprinesla k razvoju dalmatinskih mest kot svobodnih občin. V vsem je prednjačil prav Zadar, ki je imel položaj podoben kot so ga imele Benetke.

### Zadar v srednjem veku
V času silovitega vzpona srednjeveškega Zadra postaja mesto vse večja grožnja ambicijam mogočnih Benetk, v zaledju pa se tudi ustvarja nova hrvaška država. Zadar postopno vzpostavlja najprej trgovske in nato še politične zveze s Hrvati, ki se vse bolj integrirajo v mestno življenje. V 10. stoletju se v Zadru beleži vse več hrvaških imen tako priorjev, sodnikov, duhovnikov, opatinj in redovnic, kar je pomenilo, da je hrvaški etnični element osvojil vse ravni mesta. Zadrčani se trudijo za osamosvojitev od Bizanca, pri čemer je prednjačila mogočna zadrska patricijska družina Madijevci. Leta 1154 je bila ustanovljena zadrska nadškofija, ki se je ohranila do danes, čeprav ni več metropolija oz. je brez sufraganov. Po sporazumu z Bizancem je Zadar, skupaj z ostalimi dalmatinskimi občinami, leta 1069 pripojil k svoji državi hrvaški kralj Peter Krešimir IV.. Po dinastičnih bojih in smrti kralja Dimitrija Zvonimira leta 1089, Zadar od leta 1105 dalje prizna oblast prvega hrvaško-ogrskega kralja Kolomana. Od tedaj se Zadar vse pogosteje spopada z Benetkami. Prvič so Benečani napadli in zavzeli mesto leta 1000, občasna osvajanja in odpor Zadrčanov pa so trajala vse do leta 1358, ko je, s podpisom Zadrskega miru, mesto prešlo pod oblast hrvaško-ogrskega kralja Ludvika I. Ogrskega.
Zadar je bil posebej težko prizadet leta 1202, ko je beneški dož Enrico Dandolo za napad in obleganje izkoristil križarje na 4. pohodu v Palestino. Križarji so se Benečanom obvezali plačati prevoz z ladjami do Egipta, a ker jim niso mogli plačati, so jih Benečani izkoristili za rušenje in ropanje Zadra. Hrvaško-ogrski kralj Emerik Ogrski je obsodil križarsko vojno, češ ali je prav da Božja vojska napada krščansko mesto. Papež Inocenc III. je izobčil Benečane in križarje, ki so sodelovali pri osvajanju.
Prebivalstvo Zadra je bilo v razvitem srednjeveškem obdobju pretežno hrvaško, o čemer priča zapis kardinala Bosona, ki je leta 1177 spremljal papeža Aleksandra III. na poti v Benetke. Ko so se papeževe ladje zaradi nevihte zatekle v zadrsko luko, so Zadrčani papeža pričakali s hrvaškimi pesmimi. Med 11. in 14. stoletjem je bila zlata doba Zadra. Z veščo politiko in trgovino, ter sposobnimi pomorščaki je imel ključno vlogo med mesti na vzhodni obali Jadrana, kar se je odrazilo tudi na njegovem izgledu in kulturi. Zgrajene so bile številne cerkve, bogati samostani, razkošne palače uglednih družin, izdelana je bila tudi skrinja sv. Simona (škrinja Sv. Šimuna). Eden najboljših primerov sijaja in moči tedanjega Zadra je tudi prva univerza na hrvaškem, ki so ga leta 1396 osnovali dominikanci.

### Od 15. do 18. stoletja
Po Ludvikovi smrti je Zadar priznal oblast kralja Sigismunda Luksemburškega, za njim pa Ladislava Neapeljskega (ki so ga v Zadru leta 1403 kronali za Madžarsko-hrvaškega kralja), vendar je leta 1409, ko je uvidel da izgublja vpliv v Dalmaciji, Zadar in svoje dinastične pravice nad Dalmacijo prodal Benetkam za 100.000 dukatov. Tako je Beneška republika ponovno prevzele Zadar 31. julija 1409, tokrat brez boja, vendar z odporom zadrskega plemstva, ki je bil zatrt s pregnanstvom in zaplembo premoženja. Zadar je še naprej administrativno središče Dalmacije, a sedaj pod beneško oblastjo, ki se je razširila nad celotnim dalmatinskim prostorom (z izjemo Dubrovniške republike). Benečani so znatno omejili politično in gospodarsko avtonomijo Zadra, ki je bil navkljub tej represiji še vedno mesto blaginje. V tem času je bil v Zadru rojen eden od najslavnejših hrvaških kiparjev in graditeljev – Juraj Dalmatinac, pomemben prvenstveno po svojem delu na Šibeniški stolnici in v Dubrovniku, tu sta še veliki imeni renesančne umetnosti – brata Lucijan in Franjo Vranjanin (Laurana), ki sta se s svojimi kiparskimi in graditeljskimi deli posebej proslavila v Italiji.
V času 16. in 17. stoletja so Zadar večkrat napadli Turki, ki so že v začetku 16. st. osvojili zadrsko zaledje, samo mesto pa se neprestano nahajalo na dometu turškega topništva. Zato so začeli izgradnjo novega obrambnega sistema in zidov, ki so zelo spremenili izgled mesta. Za potrebe izgradnje novih peterokotnih utrdb so porušili mnogo hiš in cerkev, celo celotno zadrsko predmestje – Vas Sv. Martina. Po koncu 40-letne izgradnje je Zadar postal največje utrjeno mesto v Beneški Republiki s sistemom utrdb, bastijonov, obrambnih jarkov izpolnjenih z morjem in novih velikih javnih mestnih vodnjakov. V tem času so zgradili tudi celo vrsto povsem novih javnih zgradb (Mestna loža in Mestna straža na tedanjem Gosposkem trgu, več novih vojašnic in skladišč pa tudi razkošnih novih palač).
Znotraj mestnih zidov se je razvijala visoka kultura življenja. V 16. in 17. st. je bila pomembna aktivnost hrvaških književnikov, ki so pisali v narodnem jeziku (Jerolim Vidolić, Petar Zoranić, Brne Karnarutić, Juraj Baraković, Šime Budinić). Izpostaviti je potrebno tudi slikarja Andrija Medulića (okoli 1510./1515.-1563.), ki se je podpisoval kot »Andrea Schiavone«.
Zaradi stalne turške nevarnosti se je število prebivalcev znatno zmanjšalo in je prišlo do splošne stagnacije gospodarstva. Mesto je doživelo tudi več hudih epidemij kuge. Benetke so naseljevale novo prebivalstvo, pod nadškofom Vickom Zmajevićem so se v treh delih priselili tudi Arbanasi (Albanci), ki so se naselili v predmestju Arbanasi. Kljub vsem tegobam je bilo v Zadru leta 1783 zgrajeno gledališče (Teatro Nobile), ki je delovalo več kot sto let.
Po ukinitvi Beneške republike (1797) sta Zadar in Dalmacija pripadla Hasburžanom, katerih vladavina nad Zadrom je trajala v prvem obdobju le do 1806, drugo obdobje pa več kot sto let (1813-1918).

### Zadar v 19. in 20. stoletju

#### Francosko obdobje
Po osemletnem vladanju je Avstrija z Bratislavsko mirovno pogodbo Napoleonu prepustila Benetke, zahodno Istro, Dalmacijo in beneški del Albanije. Francoska vladavina nad Zadrom se je začela februarja 1806 in je trajala do decembra 1813. V tem kratkem času so nastale pomembne družbene reforme, osnovana je cela vrsta novih institucij, med njimi tudi obnovljena zadrska univerza, ki so jo Francozi sicer formalno ukinili in za nekaj let na novo ustanovili licej oz. Centralne šole (študij medicine, nižja in višja kirurgija, farmacija, pravo, gradbeništvo in geodezija). Že v juniju 1806 je izšel tudi prvi časopis v hrvaškem jeziku »Kraljski Dalmatin«, ki je izhajal do leta 1810.

#### Avstrijsko obdobje
V novembru 1813 se začne avstrijsko obleganje Zadra, s pomočjo angleške vojske so Avstrijci 7. decembra ponovno zasedli mesto. Druga avstrijska oblast je trajala vse do leta 1918, ko je ob koncu prve svetovne vojne Avstro-ogrska monarhija razpadla.
Zadar je bil še vedno glavno mesto Dalmacije, sedež dalmatinskega sabora (osnovanega 1861) ter od 1828 sedež cerkvene metropolije (ukinjena 1932; ponovno vzpostavljena v letih 1948-69) za vso Dalmacijo. Z avstrijsko vladavino je Zadar dobil gimnazijo (1816), odprt je bil prvi javni park (1829), ustanovljen je bil Narodni muzej (1832). Leta 1833 je bila končana cesta, ki je Zadar preko Velebita povezala z Zagrebom in Dunajem, leta 1838 pa dan v uporabi moderni mestni vodovod.
Zadar je bil v drugi polovici 19. stoletja žarišče gibanja za kulturni in nacionalni preporod v Dalmaciji. To obdobje je tudi zelo pomembno za zgodovino mesta, ki se je hitro razvijalo v moderno evropsko mesto. Leta 1868 je, na cesarjev ukaz, Zadar prenehal biti mesto-utrdba, kar je takoj odrazilo na urbanističnem razvoju. Zgrajeni so bili številni javni in privatni objekti, tudi Novo gledališče (kasneje Teatro Verdi) leta 1865. V mestu so delovali številni hrvaški književniki kot Ivo Vojnović, Rikard Katalinić Jeretov, Milan Begović, Vladimir Nazor in dr.
Ob koncu 19. stoletja se je začela hitro razvijati predelovalna industrija, posebej proizvodnja likerjev, od katerih je maraskino postal svetovno znan. Na silvestrovo 1894 je v Zadru zasvetila električna mestna razsvetljava, prva na Hrvaškem.

#### Kraljevina Italija
Po prvi svetovni vojni je bil Zadar, skladno z Rapalsko mirovno pogodbo (12. november 1920), pripojen k Kraljevini Italiji kot enklava na vzhodni obali Jadrana. Tako je ostalo vse do 1. novembra 1944. Leta 1921 je bil proglašen svobodno luko. To je bilo obdobje intenzivne italijanizacije in izseljevanja Hrvatov ter gospodarskega propadanja mesta zaradi izolacije od zaledja. Vlogo upravnega središča Dalmacije je prevzel Split.
V drugi svetovni vojni je bil Zadar izpostavljen močnemu bombardiranju zaveznikov v letih 1943 in 1944, pri tem je bilo porušeno 80% starega mestnega jedra.

#### Po drugi svetovni vojni
Zadar je bil po drugi svetovni vojni vključen v Hrvaško, ki je postala ena od konstitutivnih jugoslovanskih republik, vendar je bil ob koncu vojne skoraj v celoti porušen in prazen. Po vojni so se italijanski prebivalci množično izseljevali v Italijo, nadomestili pa so jih ljudje iz zadrskih otokov in zaledja. 27. marca 1945 je bila odprta prva gledališka ustanova, ki je imela stalni umetniški ansambel, Hrvatsko narodno kazalište. Prva redna sezona tega gledališča se je začela jeseni 1945, ko se je preimenovalo v Narodno kazalište, brez atributa "Hrvatsko".
Mesto se je v obdobju SFR Jugoslavije razvijalo v močen ekonomski in kulturni center, posebej po izgradnji železniške proge Zadar-Knin in ustanovitvi Filozofske fakultete 1955, ki je v začetku 21. stoletja prerasla v drugo največo hrvaško univerzo.

## Demografija
| Pregled števila prebivalcev po letih | Pregled števila prebivalcev po letih | Pregled števila prebivalcev po letih | Pregled števila prebivalcev po letih | Pregled števila prebivalcev po letih | Pregled števila prebivalcev po letih | Pregled števila prebivalcev po letih | Pregled števila prebivalcev po letih | Pregled števila prebivalcev po letih | Pregled števila prebivalcev po letih | Pregled števila prebivalcev po letih | Pregled števila prebivalcev po letih | Pregled števila prebivalcev po letih | Pregled števila prebivalcev po letih | Pregled števila prebivalcev po letih |
| ------------------------------------ | ------------------------------------ | ------------------------------------ | ------------------------------------ | ------------------------------------ | ------------------------------------ | ------------------------------------ | ------------------------------------ | ------------------------------------ | ------------------------------------ | ------------------------------------ | ------------------------------------ | ------------------------------------ | ------------------------------------ | ------------------------------------ |
| 1857                                 | 1869                                 | 1880                                 | 1890                                 | 1900                                 | 1910                                 | 1921                                 | 1931                                 | 1948                                 | 1953                                 | 1961                                 | 1971                                 | 1981                                 | 1991                                 | 2001                                 |
| 8987                                 | 10811                                | 12829                                | 14699                                | 16969                                | 19426                                | 17369                                | 19296                                | 16019                                | 18243                                | 27324                                | 45329                                | 63364                                | 76343                                | 69556                                |

## Upravno območje
Mestu Zadar (Grad Zadar) razen urbanega (mestnega) naselja administrativno pripadajo tudi bližnja naselja Babindub, Crno, Kožino in Petrčane, ter otoki Ist, Iž, Molat, Olib, Premuda, Rava in Silba. Površina mesta, vključno z navedenimi otoki, znaša 194 km2.
Samo urbano območje mesta Zadar pa je upravno razdeljeno na 21 krajevnih odborov: Arbanasi, Bili Brig, Bokanjac, Brodarica, Crvene Kuće, Diklo, Dračevac, Gaženica, Jazine I, Jazine II, Maslina, Novi Bokanjac, Poluotok, Ploča, Puntamika, Ričina, Smiljevac, Stanovi, Vidikovac, Višnjik in Voštarnica.

## Javni promet
V mestu je urejen javni avtobusni promet, ki obratuje na 10 rednih progah in ga izvaja podjetje Liburnija. Zadar je prav tako pomembno pristanišče za številne Jadrolinijine katamaranske in ladijske linije, ki plujejo iz stare luke Jazine, ter za trajektne linije, ki plujejo iz nove luke Gaženica. Linije povezujejo otoke in kraje v zadrskem arhipelagu (Rava, Iž, Ugljan, Pašman, Dugi otok, Rivanj, Sestrunj, Molat, Ist, Premuda, Zverinac).

## Spomeniki in znamenitosti
V Zadru je mogoče videti najrazličnejše znamenitosti, saj njegova zgodovina seže do antičnih časov. Nekatere od teh so:

### Cerkev sv. Donata
Cerkev sv. Donata je najbolj poznan spomenik in simbol mesta Zadar ter tudi najmonumentalnejša stavba na Hrvaškem iz zgodnjega srednjega veka. Zgrajena je po tradiciji zgodnje bizantske arhitekure v zgodnjem srednjem veku, verjetno v začetku 9. st. Je krožne oblike in se ni ohranila v obliki kakršni je bila zgrajena. Manjka ji južni prizidek, zato se s te strani vidi središčno krožno jedro. Do 15. stoletja se je imenovala cerkev Sv. Trojice, potem pa je bila imenovana po Sv. Donatu, škofu, ki jo je dal zgraditi. Prvič se omenja sredi 10. stoletja v spisih bizantinskega cesarja Konstatina Porfirogeneta. Danes se uporablja, zaradi izjemne akustike, za glasbene prireditve (Glazbene večeri u sv. Donatu).

### Forum
Pod temelji cerkve Sv. Donata in škofovske palače se razteza pločnik glavnega trga iz rimskega obdobja - Forum. Sega v 1. st. pr. n. št.. S treh strani je bil forum obzidan z monumentalno verando, ki so jo krasile akantove vitice, girlande in maskeroni.

### Kalelarga
Kalelarga ali Široka ulica je glavna zadrska ulica, ki se razteza v smeri vzhod - zahod od Narodnega trga do Foruma. V drugi svetovni vojni so bile uničene skoraj vse stavbe v ulici in je obnovljena v modernističnem slogu.

### Stolnica sv. Stošije
Stolnica v Zadru je posvečena Sv. Stošiji in je na zunaj zelo okrašena. Na glavnem pročelju ima veliko in manjšo rozeto, vgrajeno naknadno. Portali imajo značilno romansko obliko. Danes je notranjost stolnice videti monumentalna (glavna ladja je trikrat širša od stranskih). Zvonik, ki kraljuje nad Zadrom, so začeli graditi v poznem srednjem veku in ga končali šele 1892, končal ga je angleški arhitekt Thomas Graham Jackson po vzoru na zvonik stolnice v Rabu.

### Cerkev Sv. Marije
Cerkev sv. Marije pripada ženskemu benediktinskemu samostanu sv. Marije, ki ga je osnovala plemkinja Čika leta 1066. Na mestu nekdanje neugledne cerkve je zgradila triladijsko cerkev, ki je bila posvečena leta 1091. Njena hči Vekenega je v začetku 12. st. zgradila kapiteljsko dvorano in monumentalni zvonik. V sami cerkvi se nahaja tudi grobnica opatinje Vekenge, ki je umrla leta 1111. Samostanski arhiv hrani zelo bogato zbirko ukazov v katerih se omenja hrvaške kralje iz 11. st. Pročelje cerkve in njen južni stranski zid, kot tudi glavni portal, so v renesančnem slogu. Na zvoniku se nahaja napis v spomin Kolomanovega prihoda v Zadar leta 1102 . Cerkev je bila porušena v anglo-ameriškem bombardiranju v drugi svetovni vojni in uspešno rekonstruirana.

### Cerkev sv. Krševana
Triladijska bazilika s tremi bogato okrašenimi polkrožnimi apsidami je pripadala moškemu benediktinskemu samostanu. Zgrajena je v romanskem slogu in je bila posvečena leta 1175, ime je dobila po sv. Krševanu mučencu, zaščitniku mesta Zadra. Pročelje je enostavno. V spodnjem delu ni okrasja razen glavnega portala. Notranjost cerkve krasijo freske romansko-bizantinskih značilnosti. V prezbiteriju se nahaja monumentalni glavni oltar zgrajen leta 1701, na katerega sp 1717 postavili štiri kvalitetne kipe iz belega marmorja, ki predstavljajo zaščitnike Zadra. So delo beneškega kiparja Alavise Tagliapieteja. Zvonik se začel graditi ob koncu 15. st., vendar ni bil nikoli končan. Najlepši del fasade je zunanji okras apside.

### Cerkev sv. Simona / Skrinja sv. Simona
Prvotno zgodnjekrščanska triladijska bazilika iz 5. st., kasneje pregrajena cerkev sv. Štefana z gotskimi elementi iz 14. st., da bi današnji izgled z baročnimi detajli dobila v 16. st. Znana je po srebrni skrinji sv. Simona iz leta 1380, ki stoji na glavnem oltarju cerkve. Skrinja je zlatarsko delo velike vrednosti, ki jo je za relikvijo Sv. Simona dala izdelati ogrsko-hrvaška kraljica Elizabeta. Skrinjo je izdelal zlatar Franjo iz Milana, nastanjen v Zadru. Južno od cerkve se nahaja rimski steber postavljen leta 1729, sestavljen iz dveh stebrov rimskega templja, ki so se ohranili na kapitolu Foruma.

### Cerkev in frančiškanski samostan sv. Frančiška
Cerkev se nahaja na zahodnem delu mesta. Je najstarejša dalmatinska gotska cerkev. Posvečena je bila 1280. Notranjost je enostavna. Iz kora se pride v zakristijo. Za glavnim oltarjem iz leta 1672 se nahaja nekdanje svetišče in v njem korne klopi bogato okrašene z rezbarijami v slogu cvetoče gotike iz leta 1394, delo Gaicoma da Borga Sansepolcra.
Zakristija, ki se nadaljuje na kor, je važna za hrvaško zgodovino, ker je v njej leta 1358 sklenjen Zadrski mir med Beneško republiko in ogrsko-hrvaškim kraljem Ludvikom Anžujskim, s katerim so se Benečani odrekli svojim pravicam na Dalmaciji.

### Mestno obzidje
Ohranjeni so ostanki iz rimskega obdobja, iz srednjega veka in največ iz 16. st. Ob teh zidovih je srednjeveška Kapetanova kula, najslikovitejši del pa je na južnem delu pri luki Foše, kjer so Kopenska vrata iz leta 1543. Blizu cerkve sv. Krševana so Morska vrata iz leta 1573.

### Zlato in srebro mesta Zadra
V sklopu cerkve Sv. Marije oziroma njenega samostana, je bil leta 1972 urejena reprezentativna postavitev - stalna razstava cerkvene umetnosti, in ena od najbogatejših razstav na Hrvaškem, popularno imenovana “Zlato in srebro Zadra”.

### Arheološki muzej Zadar
Ustanovljen leta 1832 prikazuje arheološke ostanke od 7. do 12. st. Razstavljeni so predmeti iz rimskega obdobja in prazgodovine - arheološki material iz paleolitika, neolitika in kovinskih dob.

### Morske orgle
Morske orgle, narejene po projektu arhitekta Nikole Bašića, so nameščene v bližini novega pristanišča za križarke, v sklopu zadrske obale, in so poznane kot posebno oblikovana obala z nekaj vrstami stopnic, ki se spuščajo proti morju. Stopnice se raztezajo sedemdeset metrov ob obali, pod katerimi je, na nivoju najnižje oseke morja, pravokotno na obalo vgrajenih 35 cevi različnih dolžin, premera in nagiba, ki se poševno dvigajo do obalnega tlaka in končajo v kanalu (servisnem hodniku). Tu se na ceveh nahajajo LABIUMI (piščali), ki igrajo 7 akordov iz 5 tonov. Nad kanalom so preluknjane kamnite stopnice skozi katere izhaja zvok, z morjem potisnjen zrak.

### Pozdrav Soncu
Pozdrav soncu je na Istrski obali, na najzahodnješi točki zadrskega polotoka, neposredno on Morskih orglah. Iz tega mesta se lepo vidi na Zadrski kanal, otoke in na zahajanje sonca, katerega lepota je v Zadru posebej znana. Pozdrav soncu je narejen iz tristo večslojnih steklenih plošč postavljenih v isti ravnimi s kamnitim tlakom obale v obliki kroga premera 22 metrov. Pod steklenimi prevodnimi ploščami so fotonapetostni solarni moduli preko katerih se oblikuje simbolična komunikacija z naravo oziroma soncem. Istočasno z zahajanjem sonca se vključuje tudi razsvetljava vgrajena v krogu in po posebnem programiranem scenariju proizvaja izjemno privlačno svetlobno igro v ritmu valov in zvoka Morskih orgel.

### Maraskino
Originalni zadrski liker Maraskino je poznan širom po svetu. Ima značilno sladek okus in aromo. Izdelujejo ga iz višnje maraske, po tradicionalnem receptu, ki so ga ustvarili lekarnarji dominikanskega samostana v začetku 16. stoletja.

## Pobratena mesta
Zadar je pobraten z:
| - Dundee, Združeno kraljestvo - Reggio Emilia, Italija - Romans-sur-Isère, Francija - Fürstenfeldbruck, Nemčija | - Székesfehérvár, Madžarska - Padova, Italija - Iquique, Čile - Banská Bystrica, Slovaška, od 1995 |

## Nekateri pomembni Zadrčani
- Juraj Baraković – renesančni pesnik
- Šime Budinić – pesnik in pisatelj
- Federico Crisogono (Federicus Chrysogonus) (1472–1538) – znanstvenik, profesor na Univerzi v Padovi
- sveti Donat – svetnik
- Francesco Maria Fenzi (1738–1829) – škof Jeruzalema
- Giovanni Francesco Fortunio – jezikoslovec in pisatelj (avtor prve italijanske slovnice)
- Giacomo da Bitetto (Giacomo Varinguer) – blagoslovljen od 15. st.  Arhivirano 2006-05-28 na Wayback Machine.
- Jelena Zadrska – hrvaška kraljica iz 10. st.
- papež Janez IV. – papež v 7. st.
- Brne Karnarutić – renesančni pisatelj
- Šimun Kožičić Benja – Modruš, škof in ustanovitelj tiskarne v glagolici na Reki
- Luciano Laurana – slikar
- Francesco Laurana – kipar in medaljist
- Giorgio Orsini – arhitekt in kipar
- Andrea Schiavone – slikar
- Jeronim Vidulić – pesnik
- Petar Zoranić – pisatelj in prvi hrvaški romanopisec